# دنی بلوم
دنی بلام (به آلمانی: Danny Blum) (زاده: ۷ ژانویه ۱۹۹۱ فراکنتال) بازیکن تیم ملی فوتبال جوانان آلمان و نورنبرگ در بوندس‌لیگا ۲ آلمان است.
وی در تابستان ۲۰۱۴ به دین اسلام گروید.